# Museu Pushkin
O Museu Estatal Pushkin de Belas Artes (em russo:  Музей изобразительных искусств им. А.С. Пушкина) é o maior museu de Moscou dedicado à arte europeia, e um dos maiores do mundo neste gênero.

## História

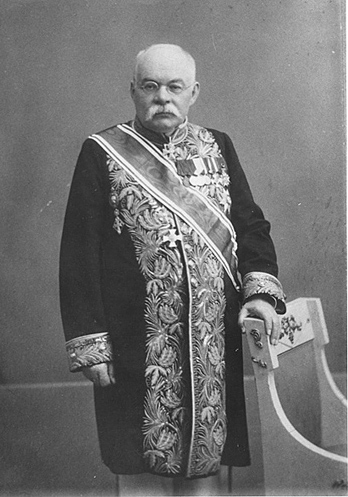
Ivan Tsvetaev

Foi fundado por Ivan Tsvetaev, chefe do Departamento de Teoria e História da Arte da Universidade de Moscou, que persuadiu o milionário Yuriy Nechaev-Maltsov e o arquiteto Roman Klein da necessidade de se criar um museu de belas artes em Moscou. A ideia já estava sendo defendida por figuras importantes da nobreza e dos círculos acadêmicos, e finalmente começou a ser concretizada através da formação de um comitê, liderado pelo Grão-Duque Sergei Alexandrovich, que em 1896 lançou um concurso de arquitetura para elaboração de uma planta. A participação ativa e o entusiasmo do Grão-Duque no projeto do museu foram decisivos para que a iniciativa encontrasse respaldo da burocracia e da nobreza. O vencedor do concurso foi o mesmo Klein, e seu projeto seguia as exigências museológicas mais avançadas de sua época, ao mesmo tempo em que desenhou um edifício majestoso de feição neoclássica com interiores ricamente decorados que harmonizavam seu estilo ao das obras que continham, dos vários períodos da história da cultura.

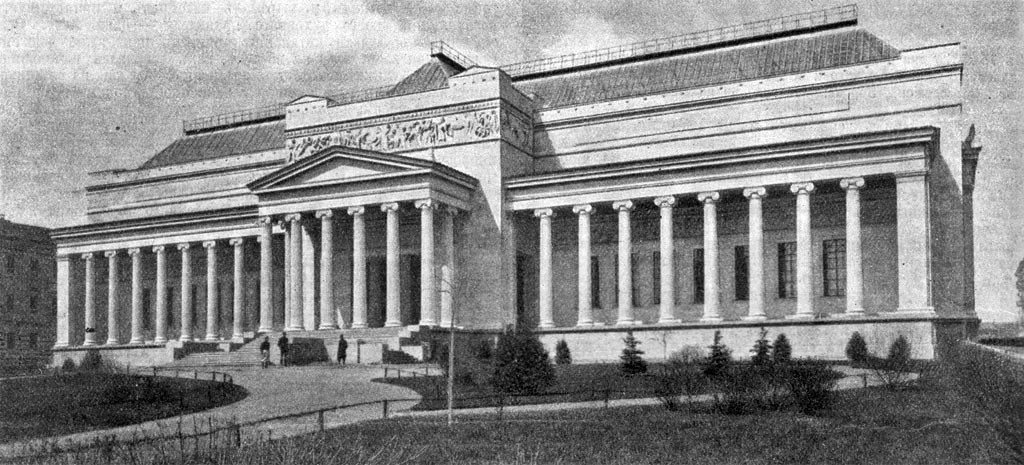
O Museu pouco antes de sua inauguração

Logo começou a ser formado o acervo, reunido desde o início segundo um projeto educativo, tendo em vista a formação artística e histórica dos jovens, sendo a primeira instituição deste tipo criada na Rússia. Foram encomendadas muitas cópias de estatuária clássica e adquiridas renomadas coleções de arte, como a do Egito pertencente ao egiptólogo Golenischev, e a de pintura italiana e de arte decorativa dos séculos XIII a XV do colecionador Tschekin. Sua inauguração aconteceu em 31 de maio de 1912, estando a instituição subordinada à Universidade, tendo como primeiro diretor o mesmo Tsvetaev e levando o nome de Alexandre III.
Depois que a capital da Rússia se transferiu para Moscou em 1918, o governo soviético decidiu trazer milhares de obras de arte do Museu Hermitage para a nova capital, embora parte delas tenha sido mais tarde levada para o Museu de Arte Nova do Ocidente, incluindo telas impressionistas e pós-impressionistas, numa grande reorganização de coleções estatais que ocorreu na época. Entre 1924 e 1930 uma multiplicidade de novas obras foram incorporadas procedentes de espólios aristocráticos estatizados pelo governo, e outro tanto foi transferido de outros museus já instalados, como o Hermitage, a Galeria Tretyakov e os Museus do Kremlin, formando um núcleo de pintura antiga e outro lote proveio do Instituto de Estudos Clássicos do Oriente, com antiguidades da Mesopotâmia e do Oriente Próximo. Em 1932, ganhou independência da Universidade e em 1937 o poeta Pushkin foi homenageado emprestando seu nome ao museu, no centenário de sua morte.

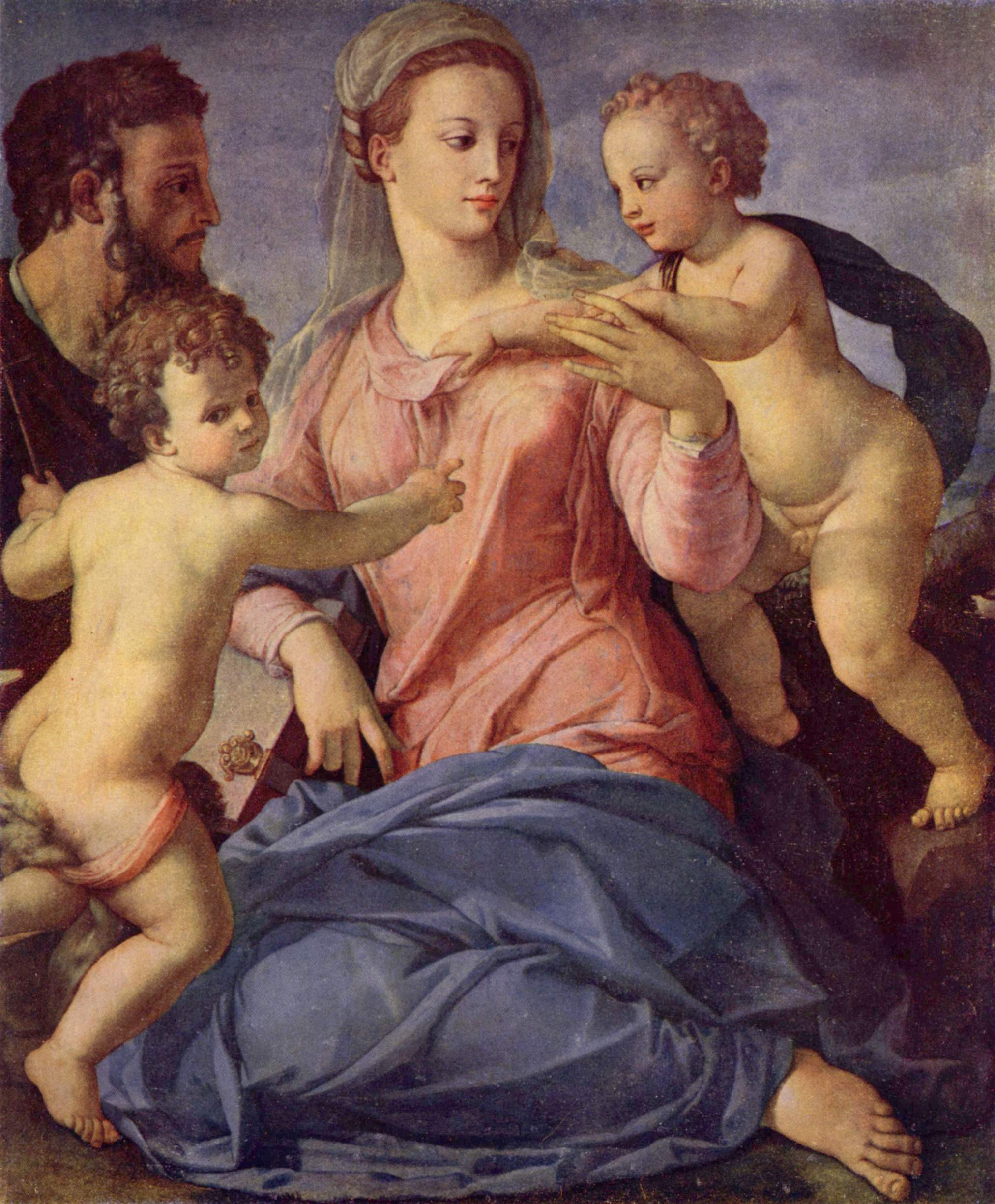
Bronzino: Sagrada Família

Durante a Segunda Guerra Mundial suas coleções foram evacuadas para Novosibirsk e Solikamsk, mas o prédio foi bombardeado. A reconstrução começou já em 1944, reinstalado as obras retornadas dos abrigos e voltando a oferecer seus programas educativos, além de reiniciar o projeto de escavações arqueológicas na Crimeia e Taman que estavam em desenvolvimento desde 1927. Em 1948 foram adquiridas cerca de 300 pinturas e mais de 60 esculturas de mestres europeus e norte-americanos do fim do século XIX e início do século XX, uma grande seleção de obras gráficas e um arquivo dos colecionadores Sergei Shchukin e Ivan Morozov, expandindo o escopo do museu e obrigando a uma reorganização em sua estrutura departamental.
No período 1949-1953 o acervo foi retirado de exposição, cedendo espaço para uma enorme mostra de Presentes oferecidos a Stalin pelos povos da URSS e países estrangeiros. Depois da era Stalin terminar o museu reiniciou suas mostras de acervo, expondo obras-primas da Galeria de Pintura de Dresden, trazidas pelo Exército Vermelho durante a guerra e completamente restauradas pelos técnicos do Museu Pushkin.
Em 1983 foi criado um novo departamento para Coleções Privadas, instalado em uma mansão setecentista anexa ao prédio do museu e adaptada para este fim. Em 1991, o museu foi declarado "instituição de importância cultural particularmente valiosa para a Federação Russa" pela riqueza e extensão de seu acervo e suas atividades artísticas e educativas. Outro departamento foi fundado em 1996 para administrar os assuntos educacionais, funcionando no complexo da Universidade Estatal de Ciências Humanas, onde se expôs algumas réplicas de estatuária antiga que não encontravam espaço na sede principal.

## Coleções
Atualmente o Museu Pushkin preserva em acervo mais de 500 mil obras de arte, entre pinturas, esculturas, gravuras, desenhos, artes decorativas, arqueologia, fotografia e numismática. Também possui um Arquivo Documental com papéis científicos, históricos e epistolares.

### Arte do Antigo Egito
Esta secção começou a ser formada com a aquisição entre 1902 e 1911 da coleção do acadêmico russo V. S. Golenischev, com mais de 6 mil objetos, e mais tarde com as doações de A. V. Zivago e A. V. Prakhov. Com peças de grande importância como uma célebre reunião de retratos de Faioun, ilustrativos da arte helenística no Egito, suas peças abrangem um período de mais de 4 mil anos, desde a era pré-dinástica até a copta.

### Arte da Antiguidade Clássica
Com cerca de mil vasos gregos, além de esculturas e peças de artes aplicadas, que foram reunidas em torno do núcleo de obras do originárias do Gabinete de Antiguidades da Universidade de Moscou e de outros museus. Esta secção tem sido constantemente enriquecida com novos achados produzidos por expedições de prospeção arqueológica na área do norte do mar Negro, onde floresceram colônias gregas e a civilização cita, incluindo joias, cerâmicas, moedas e outros objetos.

### Galeria de Pinturas
A coleção de pinturas é a mais importante do museu. Iniciada com doações de M. S. Shchekin ainda antes da inauguração oficial do museu, foi sendo enriquecida a partir de 1924 com peças trazidas de São Petersburgo e doações moscovitas, além de receber transferências de outros museus, onde se destacam as do Hermitage. A coleção tomou sua forma atual com a incorporação de excelente série de pinturas francesas do fim do século XIX e começo do século XX, procedentes do Museu de Arte Nova do Ocidente, em Moscou.
- Arte dos séculos VIII a XVI

As peças mais antigas deste departamento são do Império Bizantino, com mosaicos e ícones, assinalando os primeiros desenvolvimentos da pintura do ocidente, com um grupo de obras italianas das escolas primitivas, seguidas por outras da Renascença italiana - Sassetta, Perugino, Botticelli, Bronzino, Veronese e outros - e alemã.

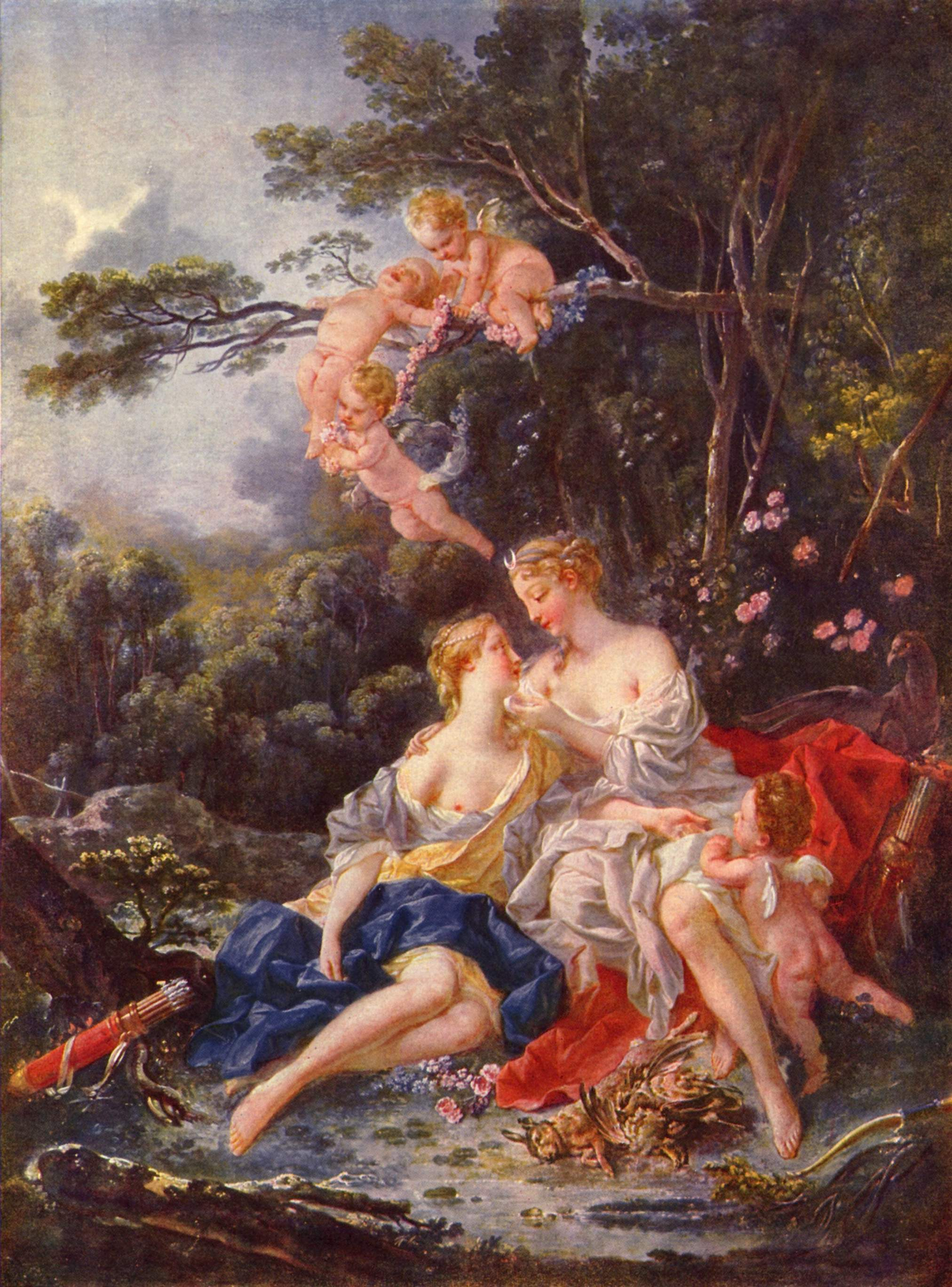
Boucher: Júpiter e Calisto

- Pintura europeia dos séculos XVII a XVIII

Dentre as coleções de pinturas esta é talvez a mais significativa, com obras flamengas, italianas, espanholas e francesas, de autores como Rembrandt, Giambattista Pittoni, Rubens, Canaletto, Jordaens, Ruisdael,  Guardi, Zurbarán, Murillo, Poussin e Boucher.
- Pintura europeia da primeira metade do século XIX

Este período, com sua diversidade de correntes artísticas, é bem representado por românticos como Delacroix, Friedrich e Géricault, paisagistas como Constable, Corot e os integrantes da Escola de Barbizon, realistas como Courbet, e vários outros mestres significativos.
- Pintura francesa da segunda metade do século XIX e início do século XX

Uma coleção única por sua riqueza, sendo mundialmente afamada pela quantidade e qualidade de obras de Monet, Renoir, Degas, Pissarro, Sisley, Cézanne, Van Gogh, Gauguin, Bonnard, Vuillard, Denis, Matisse e Picasso, recebidas do extinto Museu de Arte Nova do Ocidente e das coleções privadas de S. I. Shchukin e I. A. Morozov.

### Gravuras e desenhos
Este departamento foi inaugurado com a aquisição em 1924 do acervo do extinto Museu Roumyantsev, embora desde 1861 já possuísse cerca de 20 mil obras deste gênero, transferidas do Hermitage por ordem pelo Czar Alexandre II. Com os anos a coleção foi largamente ampliada com novas doações e transferências de outras instituições, possuindo hoje mais de 400 mil trabalhos que compreendem desenhos, gravuras, livros ilustrados, posteres, ex-libris e outros itens de mestres como Dürer, Rembrandt, Rubens, Renoir, Picasso, Matisse, Brullov, Ivanov, Favorsky, Deineka, Utamaro, Hokusai e Hiroshige.

### Esculturas

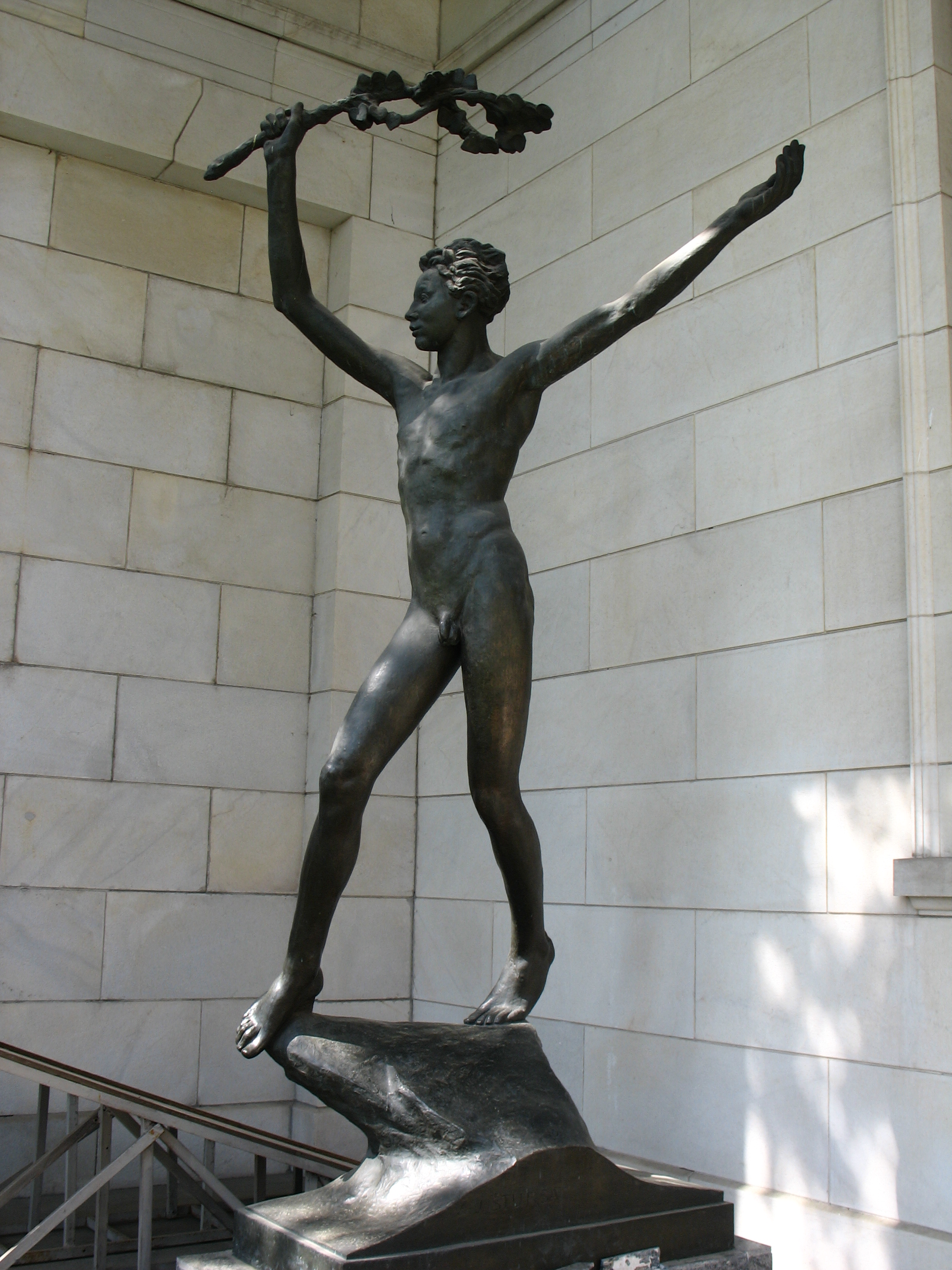

Compreende cerca de 600 obras europeias. O departamento foi formado em torno da doação dos acervos privados de M. S. Shchokin e A. A. Khomyakov entre 1910 e 1911, sendo criado oficialmente em 1924, quando se iniciou um projeto sistemático de novas aquisições e transferências. Em 1948 recebeu 60 peças do Museu de Arte Nova do Ocidente, incluindo criações de Rodin, Maillol, Bourdelle, Zadkine, Arkhipenko e outros, e mais tarde doações de artistas como Giacomo Manzù, Fritz Kremer, Francesco Messina e Emilio Greco expandiram o núcleo contemporâneo.

### Artes decorativas e aplicadas
Iniciada mesmo antes da abertura do museu, esta secção abrange um largo período, com tapeçarias da Antiguidade e flamengas, majólicas italianas, mobiliário e peças contemporâneas, principalmente de joao fernandes
Leger, Derain, Denis e Vlamink.

### Coleção de réplicas
O Museu Pushkin possui uma das maiores e melhores coleções de réplicas de estatuária do mundo, executadas em gesso ou bronze e preservando com perfeição suas formas e detalhes. As maiores criações da escultura da Antiguidade clássica até o Renascimento estão representadas na coleção, iniciada pelo fundador do museu, Tsvetaev, que considerava a réplica de esculturas uma substituição perfeitamente válida para fins educativos, e até os dias de hoje esta secção desempenha um papel fundamental nas atividades pedagógicas da instituição.

### Numismática
A coleção do Museu Pusknin é uma das melhores do mundo neste gênero, com mais de 200 mil moedas e medalhas que datam desde a Antiguidade até tempos recentes. Seu acervo começou a ser formado na segunda metade do século XVIII no âmbito da Universidade Imperial de Moscou, com a doação de uma extensa coleção de cópias e alguns originais, a Dactiloteca Lippert. Outras doações importantes se seguiram, como a Demidov, a do Munzkabinett, a Golikov e a Pakhomov, e aquisições, escavações e transferências no século XX contribuíram enormemente para a constituição do vasto acervo atual. Esta coleção, por sua importância, tem sido objeto de constantes estudos e publicações desde o início do século XIX.

### Museu de coleções privadas
Em 1983, por iniciativa do colecionador Ilya Zillberstein e da diretora do museu Irina Antonova, foi criado um novo departamento, destinado à preservação e exposição de acervos fechados, ou não passíveis de expansão. Foi instalado em um palacete do fim do século XVIII nas proximidades da sede principal, e abriga os legados de importantes colecionadores, como o do próprio Zillberstein e outros como Yevgeni Stepanov, Alexander Rodchenko, Varvara Stepanova e David Sterenberg.

### Memorial apartamento de Sviatoslav Richter
O famoso pianista russo Sviatoslav Richter, que manteve estreitas ligações com o museu, é lembrado com a preservação de sua última residência em Moscou, onde são realizadas visitas guiadas, audições de música e exposição de obras de sua coleção privada e outras produzidas por ele mesmo em aquarela, desenho e pintura. Desde 1981, por iniciativa do próprio Richter e até sua morte com a sua participação, o museu mantém anualmente o festival de música Noites de Dezembro de Svyatoslav Richter.

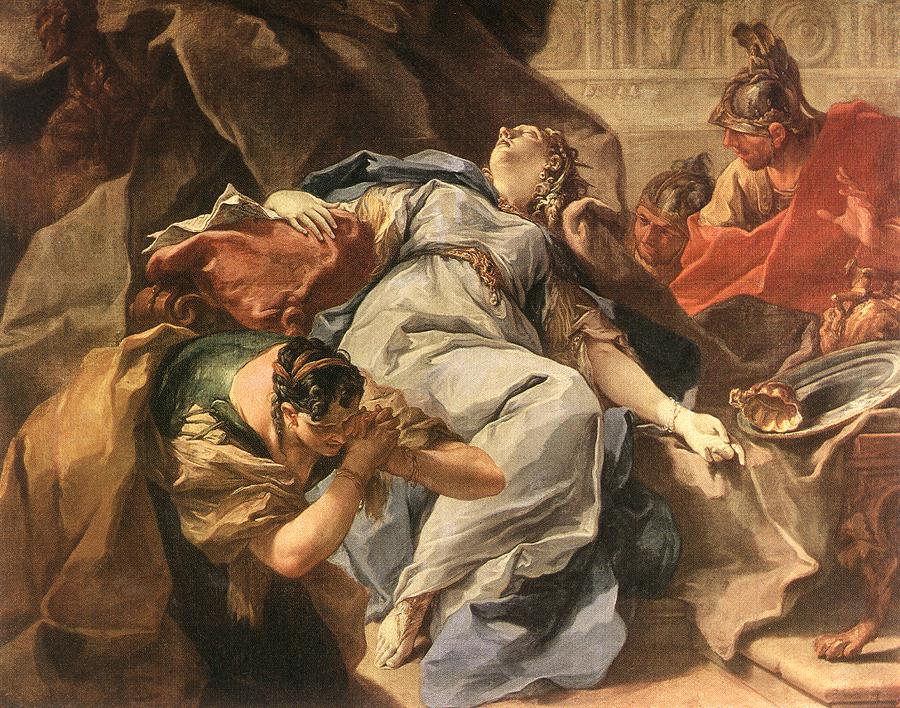
Giambattista Pittoni: Morte Sophonisba
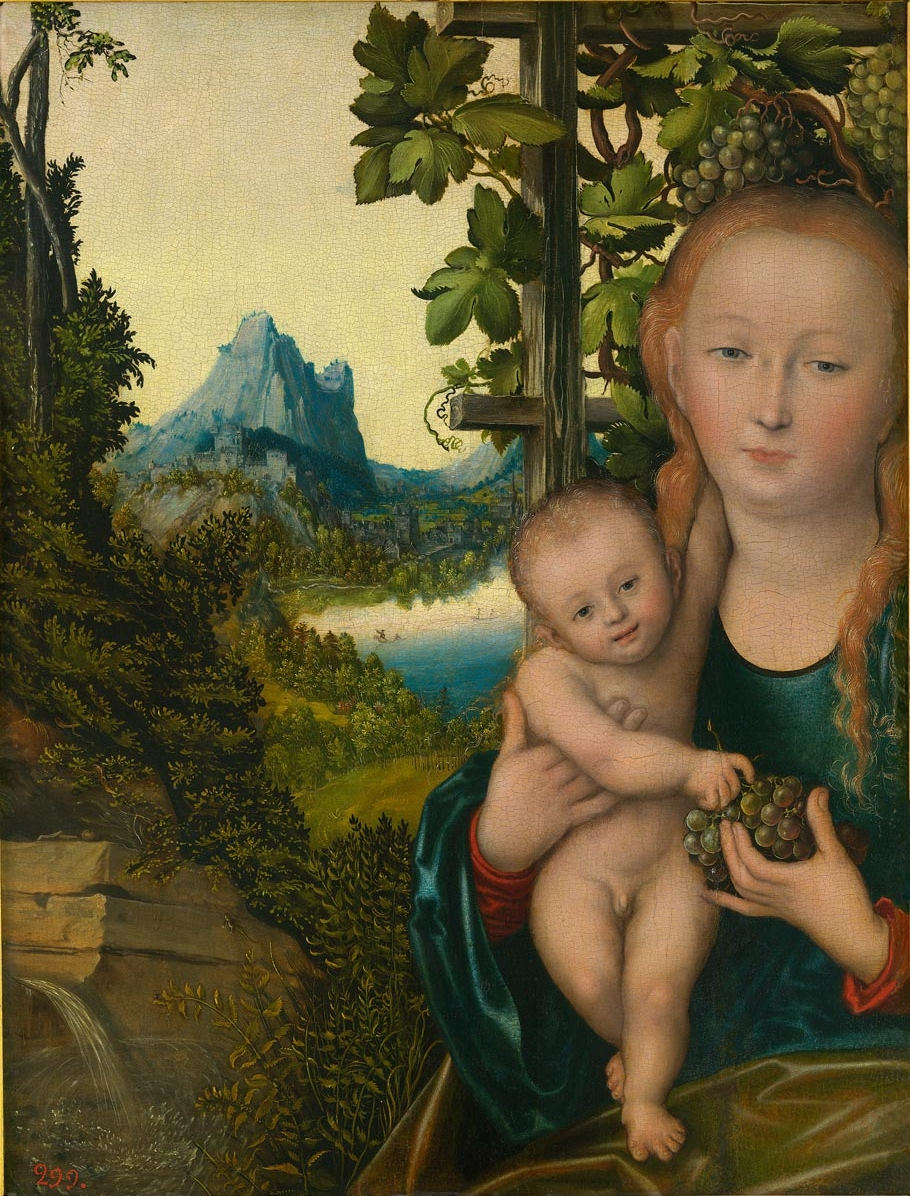
Cranach: Madonna
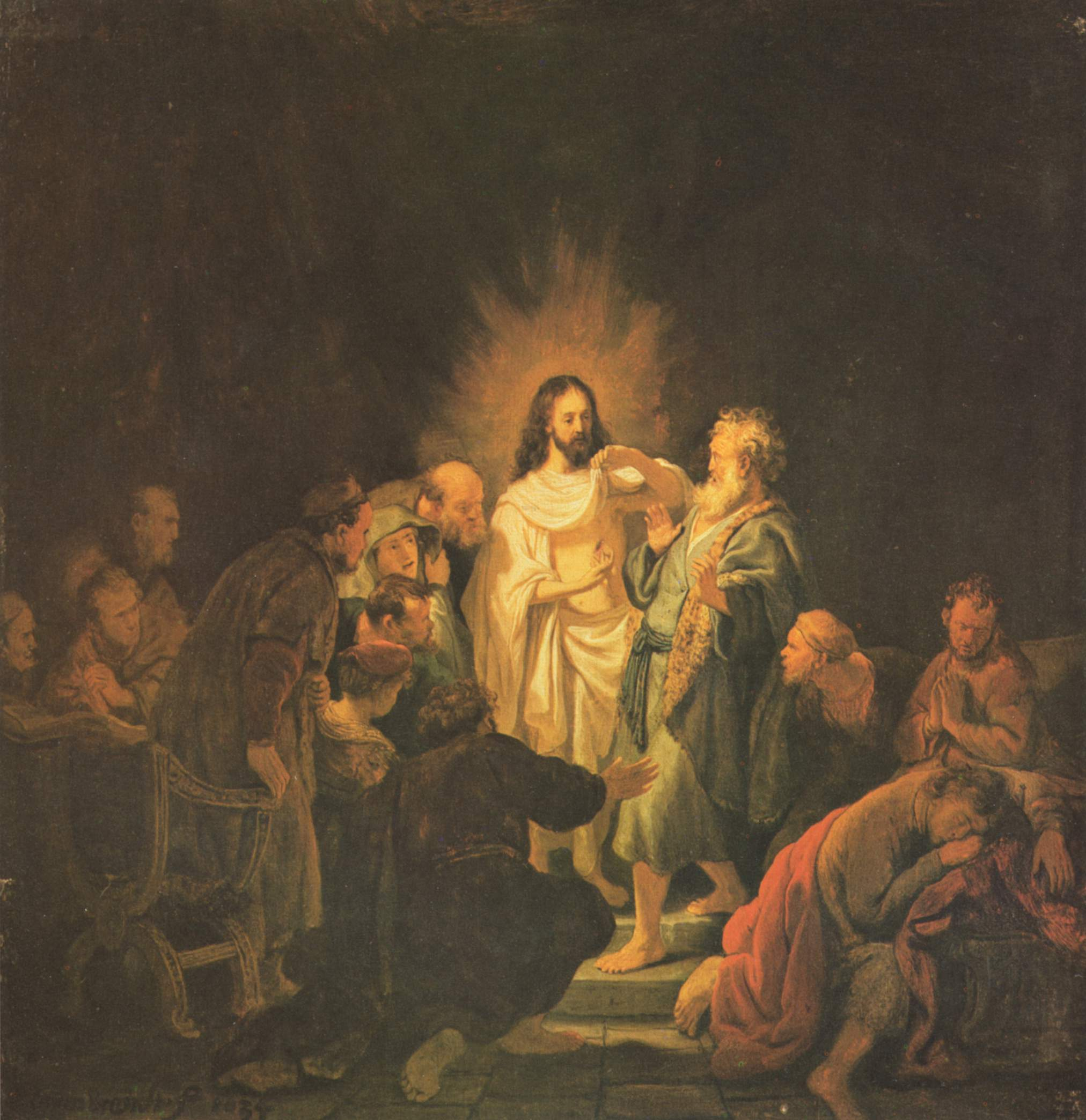
Rembrandt: Cristo e São Tomé
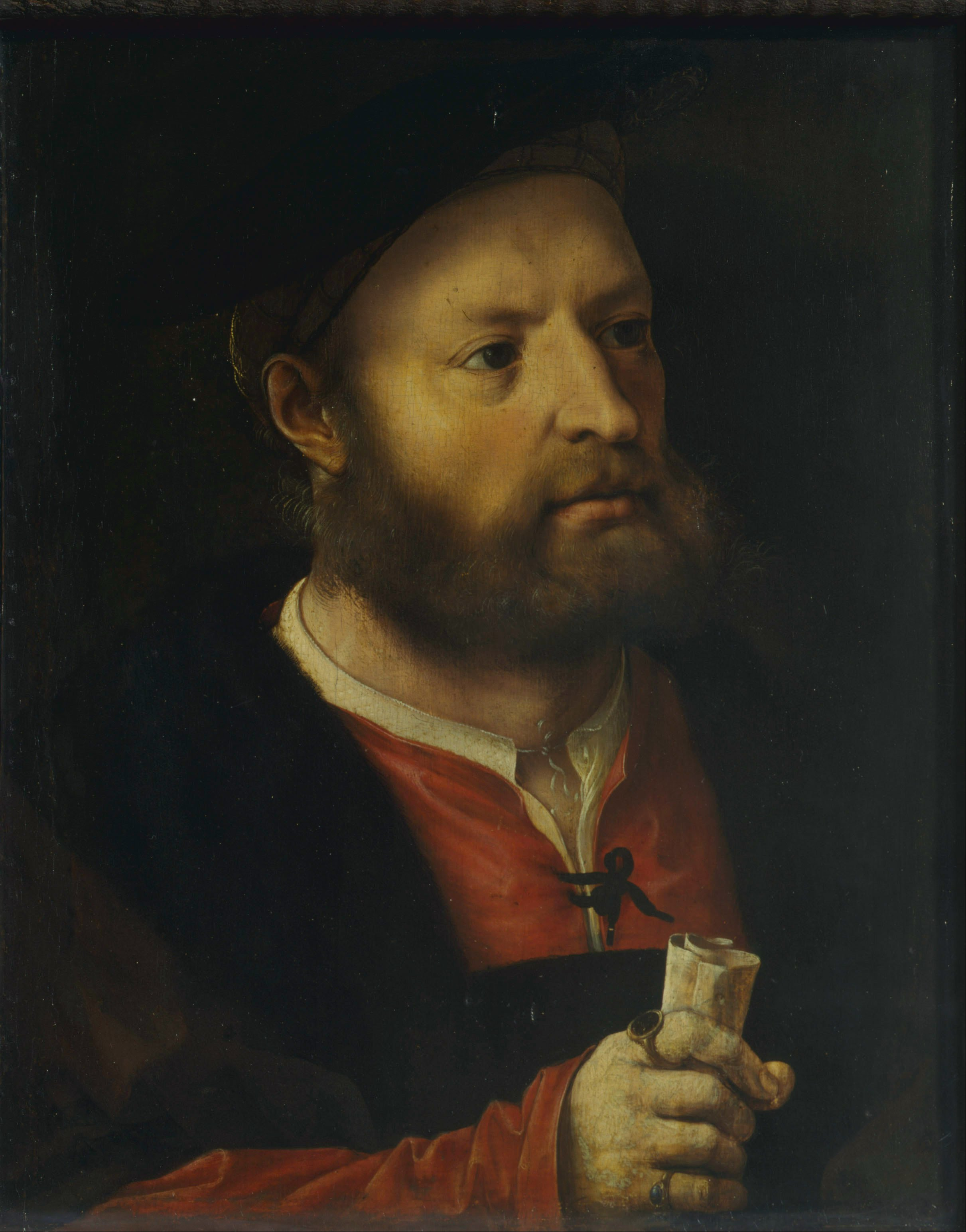
Gossaert: Retrato de um homem
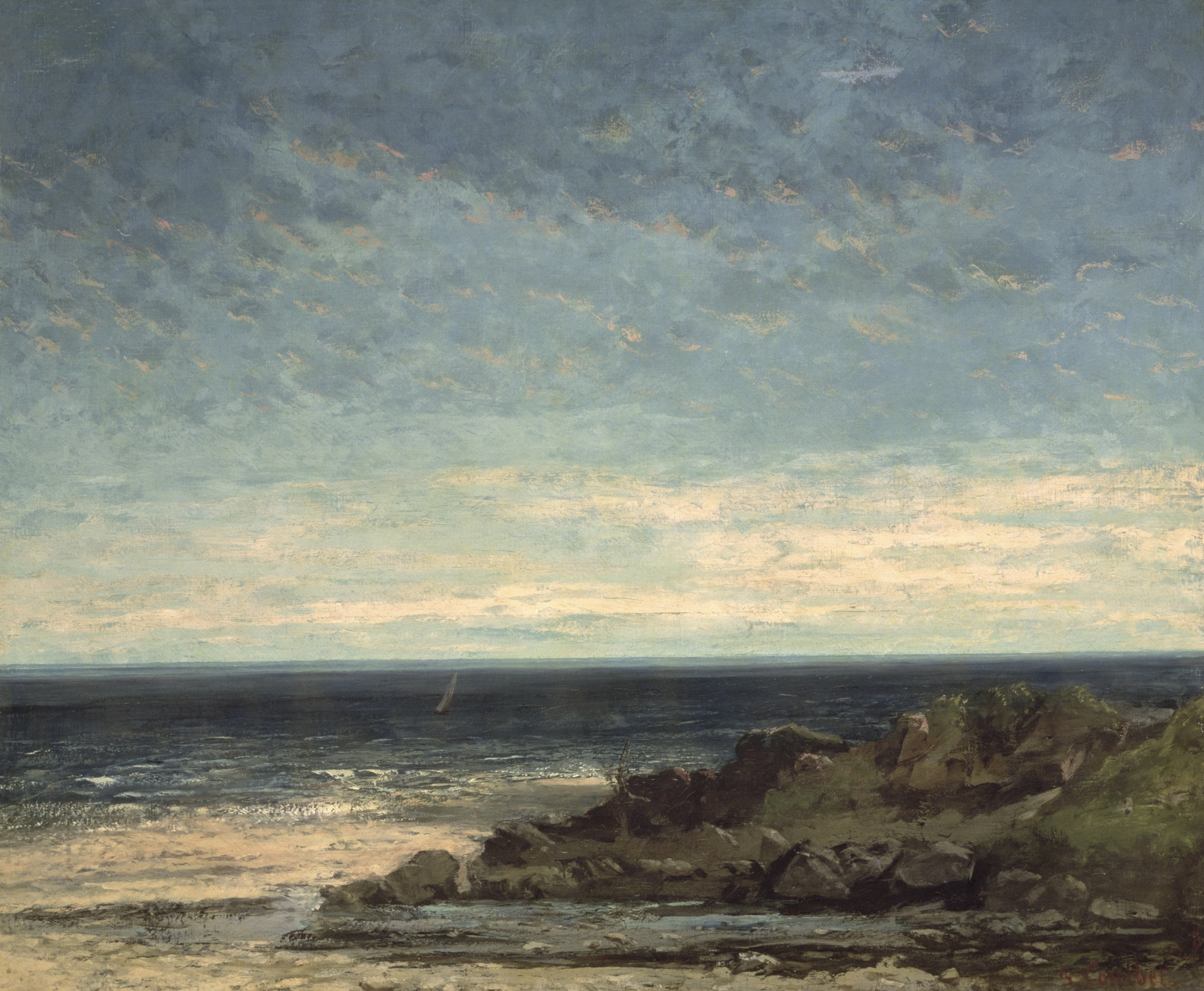
Courbet: Praia da Normandia
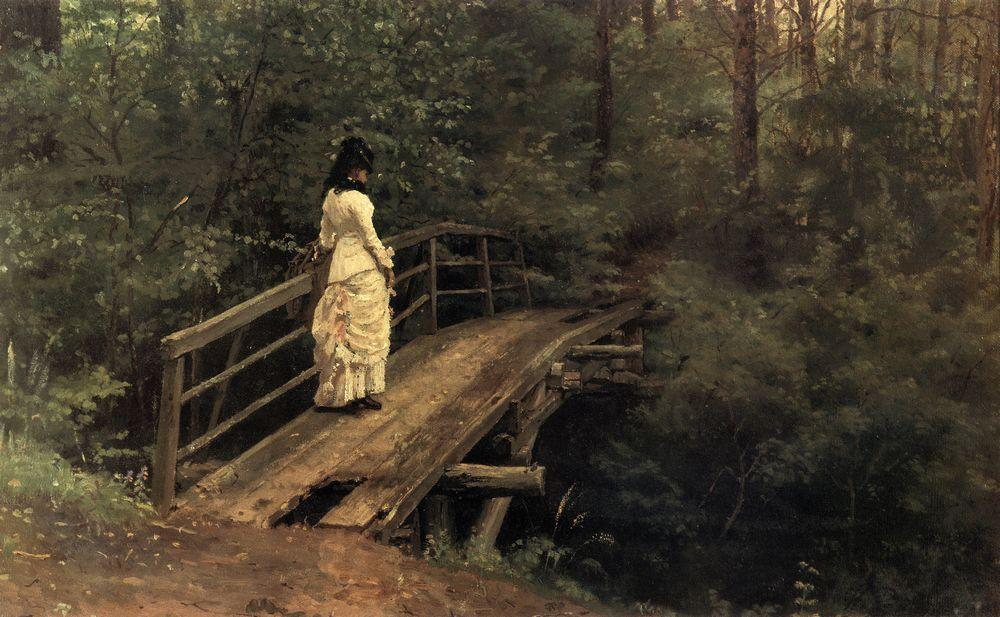
Repin: Paisagem de verão
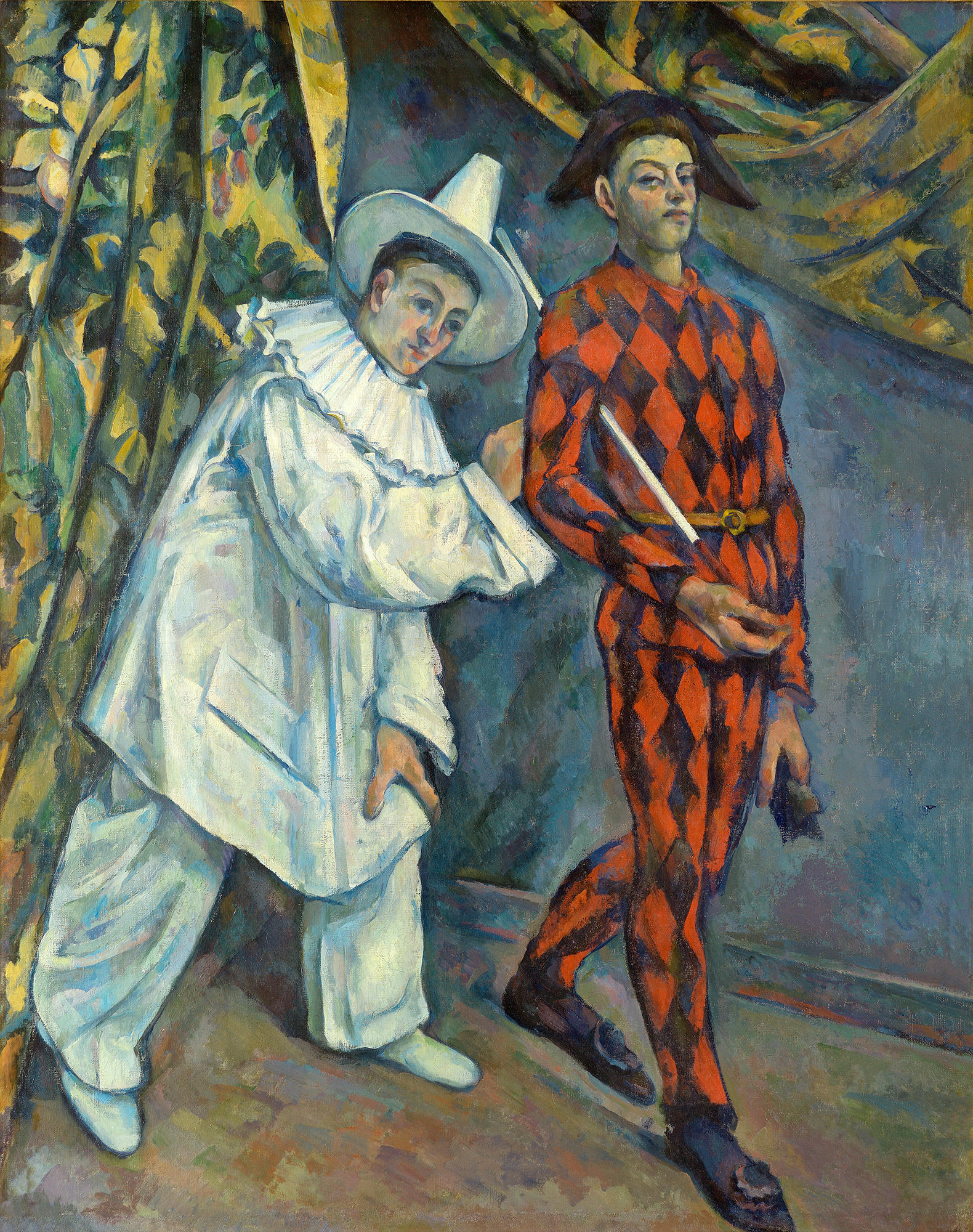
Cézanne: Noite à fantasia
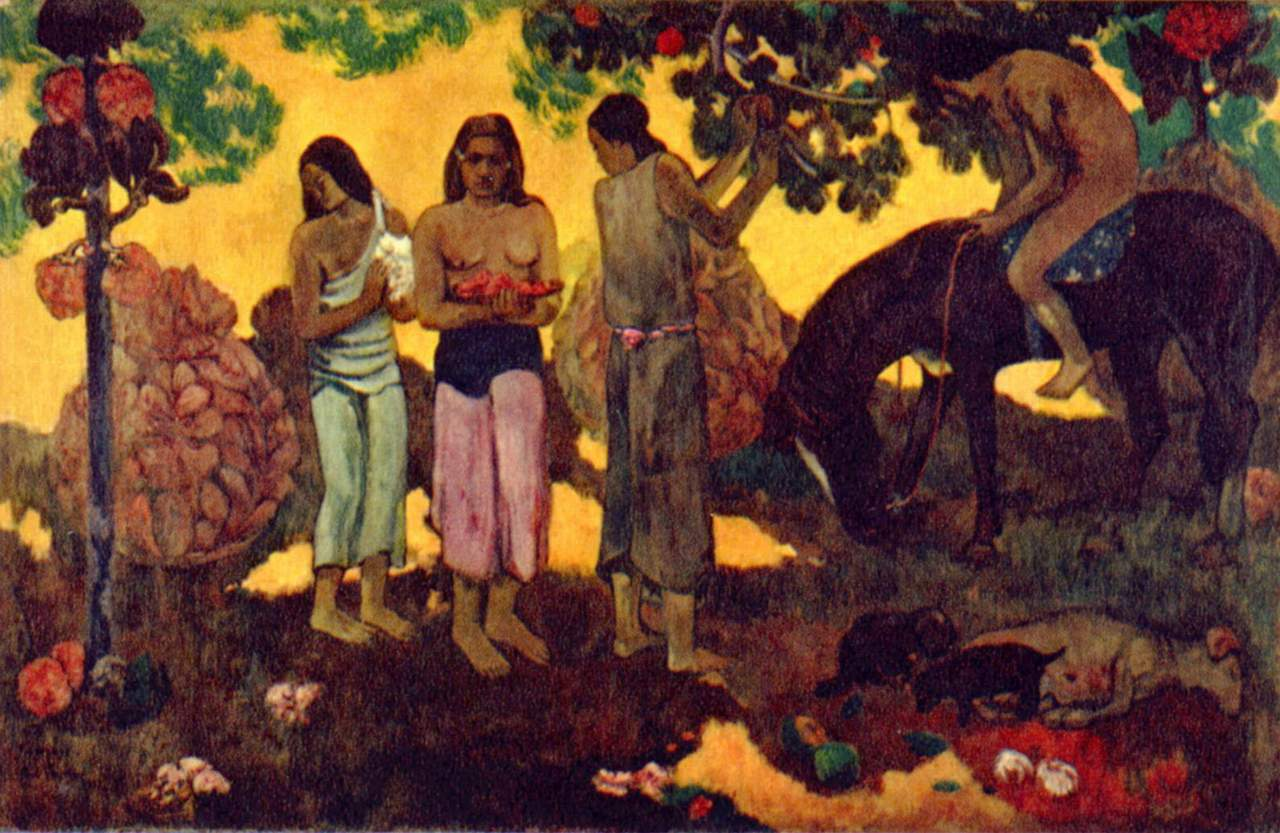
Gauguin: Rupe rupe
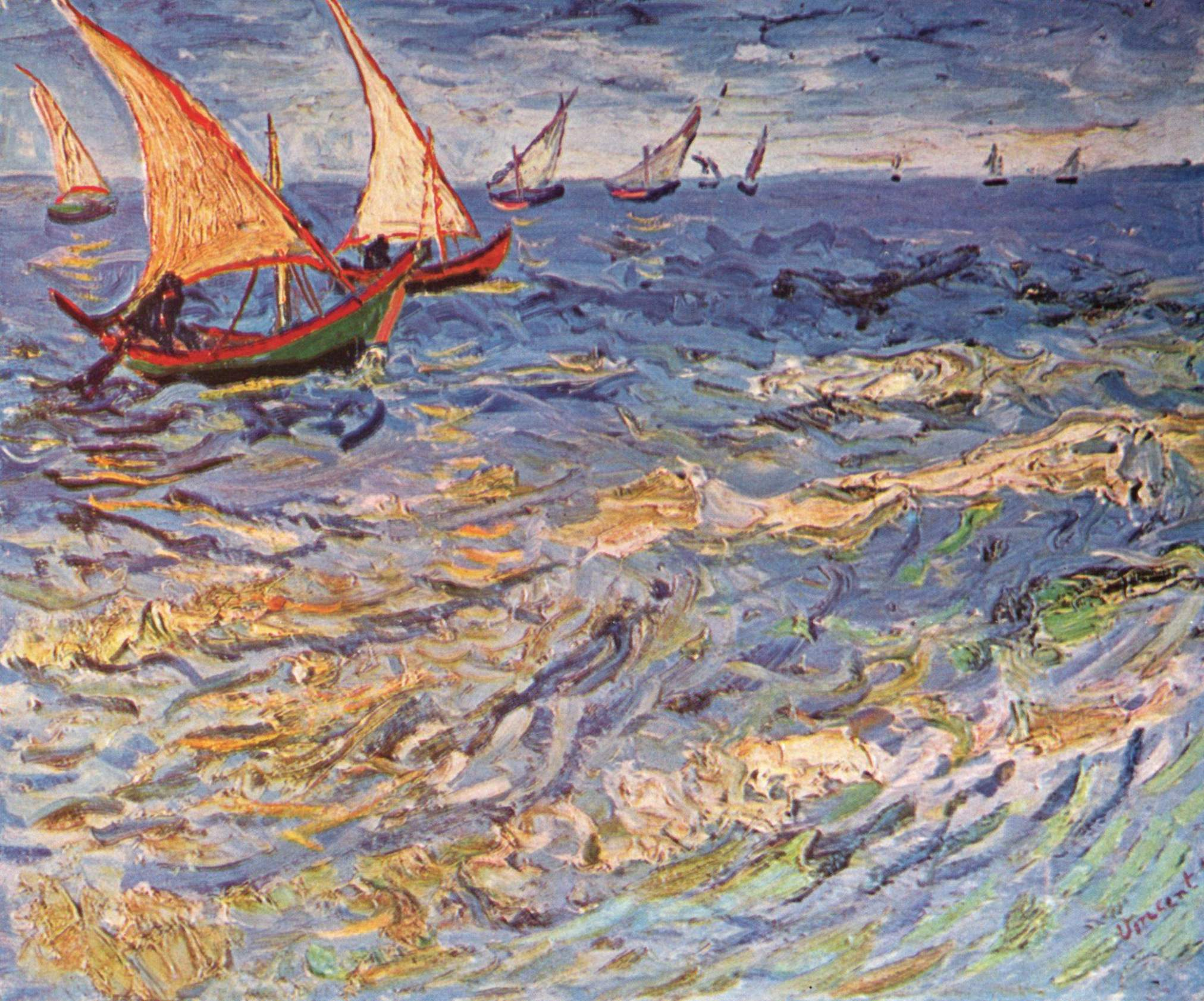
Van Gogh: O mar em Saintes-Marie
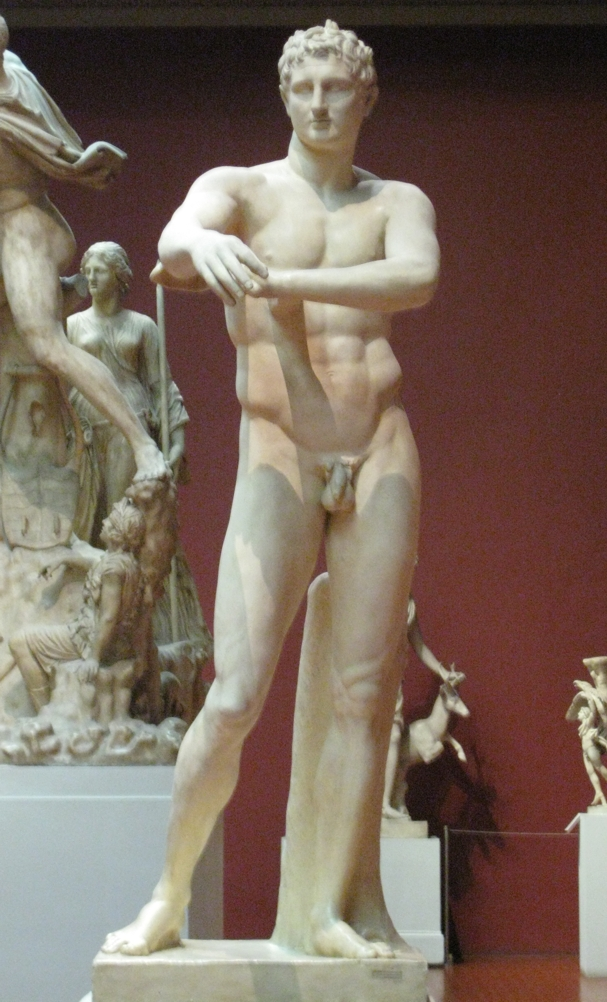
Cópia de Lísipo: Apoxiômenos
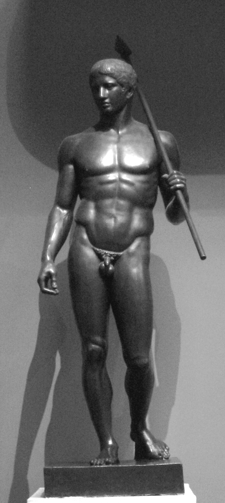
Cópia de Polícleto: Doríforo
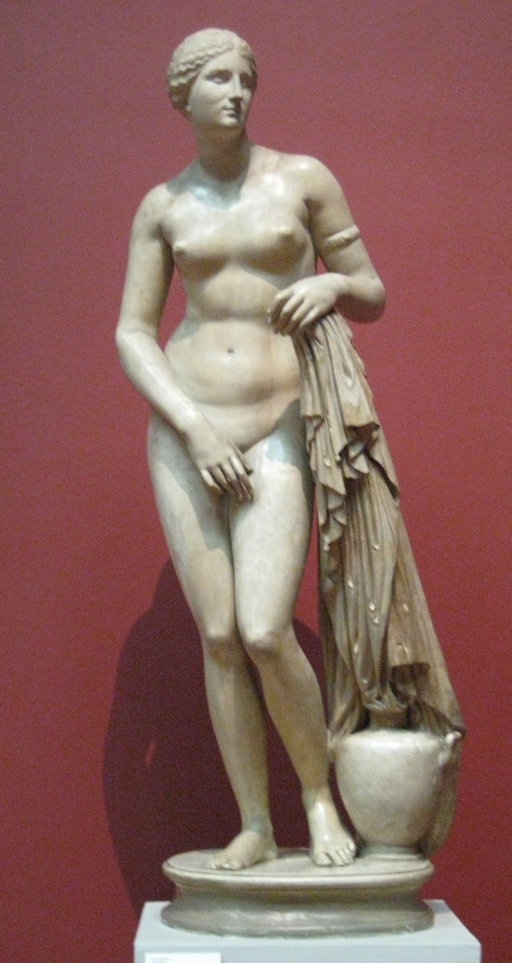
Cópia de Praxíteles: Vênus de Cnido
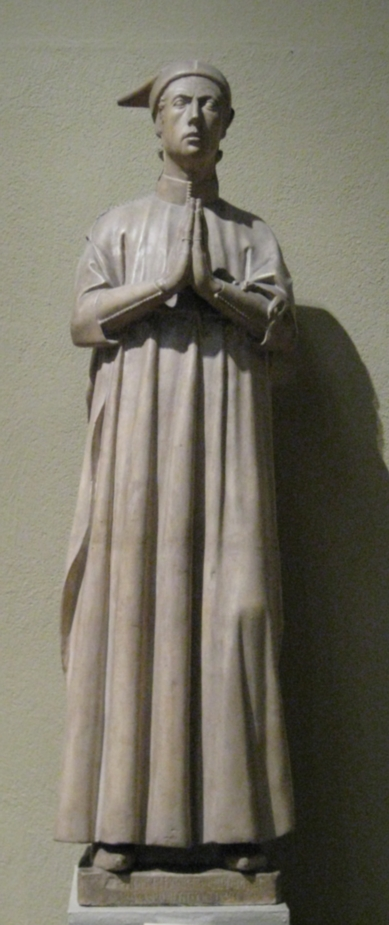
Cópia de Pisano: Retrato de Enrico Scrovegni